# 太田達人
太田 達人（おおた たつと、1866年 - 1945年）は、陸奥国岩手郡東中野村（現盛岡市）出身の教育者。父は盛岡藩の武士。夏目漱石とは大学予備門時代からの親友で、夏目晩年の自伝的作品「硝子戸の中」で友達「O」として登場している。

## 略歴
- 公立岩手中學校を中退し上京、青山英和学校から大学予備門を経て帝國大學理科大學卒業。
- 大阪府第一中學校・秋田縣立秋田中學校・秋田縣立横手中學校・樺太庁大泊中學校などの校長を歴任する。
- 1900年代初頭には京師大学堂にて数学教師を務めた[1]。